# Opinga

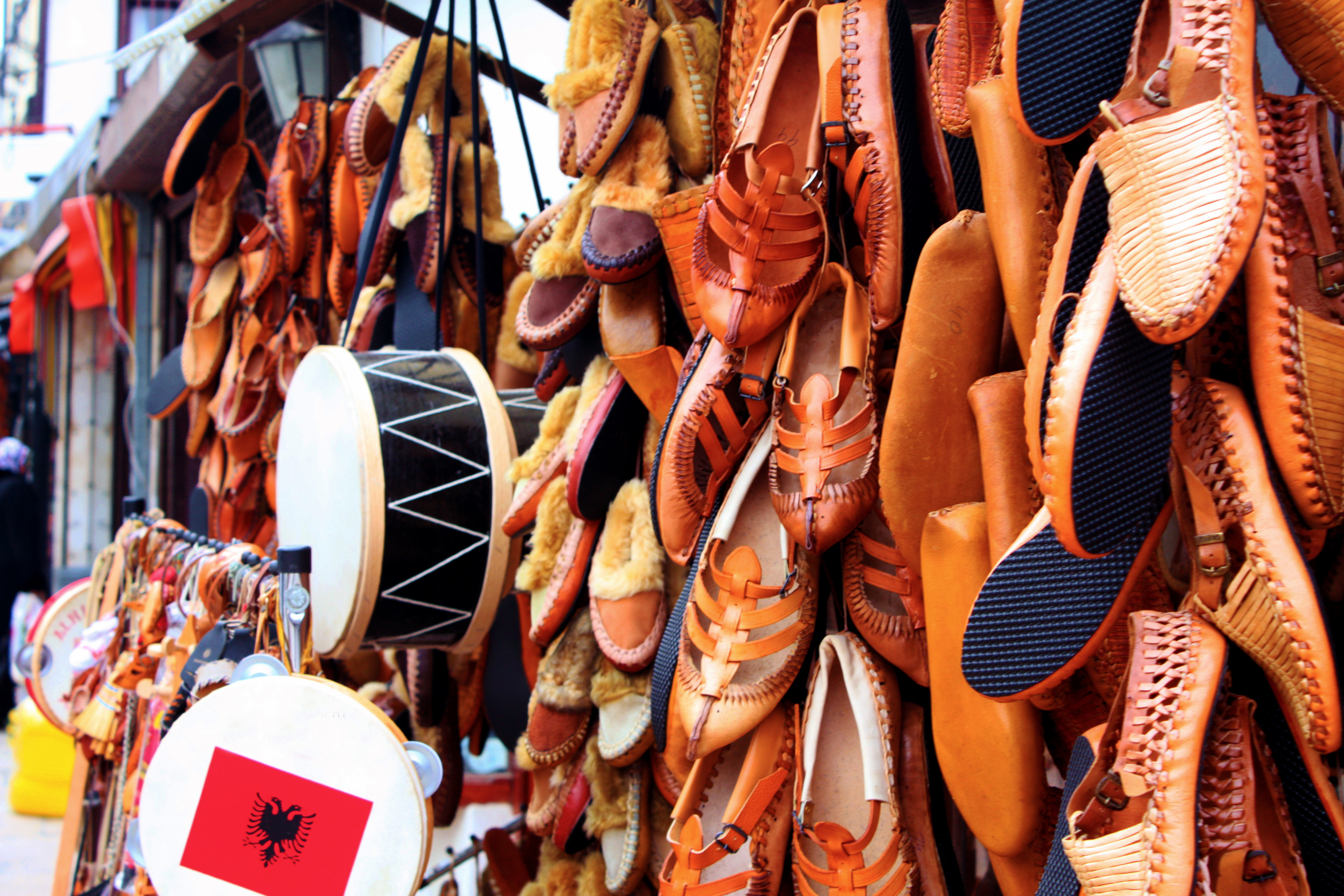
Opinga i Prizren

Opinga är traditionella skor som bärdes av illyrerna och albanerna.
Enligt arkeologiska bevis visar det sig att opinga går tillbaka till 400-500 f.Kr. och var en del av den illyriska kulturen.